# 토드 프레이저
토드 브라이언 프레이저(Todd Brian Frazier, 1986년 2월 12일 ~ )는 미국의 야구 선수이다. 선발 3루수의 자리를 지키고 있지만 좌익수 혹은 1루수로도 출장하는 경우가 있으며, 우투우타이다. 대학 시절에는 유격수로 뛰었지만 2009년에 외야수로 전향하였다. 2011년에 메이저 리그에 데뷔하였으며 2014년과 15년 2년 연속 올스타에 선정되었다. 특히 2015년에는 올스타전 홈런 더비에 나서 우승을 차지했다. 2020년 도쿄 올림픽 대회 야구 국가대표로 선발되었다.

## 같이 보기
- 올림픽 야구 메달리스트 목록